# 아빠가 딸에게 해 줄 수 있는 모든 것
《아빠가 딸에게 해 줄 수 있는 모든 것》은 1997년 5월 2일에 MBC에서 방영한 베스트극장이다.

## 줄거리
소시민 신중은 딸 희진이 급성 백혈병에 걸리자 수술비 마련을 위해 수단과 방법을 가리지 않는다. 그러다가 오래 전 친구를 통해 든 생명보험에 생각에 미치자 거액의 보험금을 타내려고 자살 방법을 연구하기 시작한다.

## 등장 인물

### 주요 인물
- 강남길 : 신중 역
- 박성미 : 신중의 아내 역
- 서지희 : 희진 역
- 정호근

### 그 외 인물
- 조재훈
- 박경순